# Peratophyga spilodesma
Peratophyga spilodesma är en fjärilsart som beskrevs av Louis Beethoven Prout 1934. Peratophyga spilodesma ingår i släktet Peratophyga och familjen mätare. Inga underarter finns listade i Catalogue of Life.